# Cheiracanthium brevidens
Cheiracanthium brevidens is een spinnensoort uit de familie Cheiracanthiidae.
De wetenschappelijke naam van de soort werd in 1875 gepubliceerd door Alexandre Ivanovitch Kroneberg.